# Helina syracusana
Helina syracusana är en tvåvingeart som beskrevs av Willi Hennig 1957. Helina syracusana ingår i släktet Helina och familjen husflugor. Inga underarter finns listade i Catalogue of Life.